# 카와사키 리카
카와사키 리카(일본어: 川﨑理加, かわさき りか 가와사키 리카[*], 효고현 니시노미야시 → 미국 미시시피주 → 도쿄도)는 일본의 언론인이며 NHK 소속의 여성 아나운서이다.

## 생애
카와사키 리카(川﨑理加) 아나운서는 1994년생으로 유치원 나이부터 초등학교 3학년까지 3년반 동안 효고현 니시노미야시 거주. 중학교 졸업까지 미국 미시시피주와 테네시주에서 보낸 뒤 일본으로 귀국 고등학교 이후는 도쿄도에서 보냈다. 그녀는 시부야구에 시부야 교육 학원 시부야 중학교·고등학교(渋谷教育学園渋谷中学校・高等学校)를 졸업하고 지요다구에 있는 조치 대학 경제학부 경영학과 졸업을 졸업했다.

## 입사
그녀는 대학 졸업 후 2016년 NHK에 입사했다. 첫 발령지인 NHK 다카마쓰 방송국에서 아나운서로써 시작을 했다. 그녀는 2016년 입사부터 2019년 3월 31일까지 있다가 2019년 4월 1일 부로 개편에 따라 NHK 오사카 방송국으로 옮겼고 그래서 도쿄도에 NHK 방송 센터 아나운서실로 옮기게 되는 이시바시 아사 아나운서의 후임으로 뉴스 HOT 간사이를 진행을 역임했다. 그러다가 2021년 4월 3일 도쿄도에 NHK 방송 센터로 옮기면서 NHK 뉴스 오하요 일본의 주말 앵커을 하다가 2022년 4월 부터 주말 NHK 뉴스 7 진행을 하고 있다.

## 결혼
- 2023년 2월 17일 자신보다 10살 연상이자 대선배인 이노우에 유우키 아나운서와 결혼을 했다.